# Gordon Gebert
Gordon Alan Gebert (* 17. Oktober 1941 in Des Moines, Iowa) ist ein US-amerikanischer ehemaliger Kinderdarsteller und heutiger Architekt.

## Leben und Karriere
Gebert erlangte 1949 durch eine größere Rolle als Sohn von Janet Leighs alleinerziehender Hauptfigur in dem Weihnachtsfilm Holiday Affair erste Bekanntheit. Anschließend wurde er ein gefragter Kinderdarsteller und spielte oft die Söhne der Hauptdarsteller, der unter anderem den von Burt Lancaster im Abenteuerfilm Der Rebell (1950) und den von John Wayne in dem Fliegerfilm Stählerne Schwingen (1951). Er übernahm auch größere Nebenrollen in den Film noirs The House on Telegraph Hill (1951) von Robert Wise und Um Haaresbreite (1952) von Richard Fleischer. Ab 1953 stand er vor allem für Fernsehserien vor der Kamera. Seinen letzten Auftritt in einem Spielfilm hatte er 1958 in der Teenager-Komödie Summer Love. Zuletzt spielte er 1960 18-jährig in dem Kurzfilm Teenage Conflict, der vor den Folgen warnen sollte, wenn sich Jugendliche vom christlichen Glauben abwenden.
Im Erwachsenenalter wandte sich Gebert der Architektur zu. 1966 machte er seinen Bachelorabschluss am Massachusetts Institute of Technology, 1969 seinen Master an der Princeton University. Seit 1971 ist er Professor bei der zum City College of New York gehörenden Spitzer School of Architecture, zwischen 2015 und 2019 fungierte er auch als Dekan der Spitzer School. Gebert ist Vater von drei Kindern und in zweiter Ehe seit 1986 mit der Kulturwissenschaftlerin Lizabeth Paravisini-Gebert (* 1953) verheiratet.

## Filmografie (Auswahl)
- 1949: …und der Himmel lacht dazu (Come to the Stable)
- 1949: Holiday Affair
- 1950: Der Rebell (The Flame and the Arrow)
- 1950: Ohne Gesetz (Saddle Tramp)
- 1951: Vierzehn Stunden (Fourteen Hours)
- 1951: The House on Telegraph Hill
- 1951: Night Into Morning
- 1951: Stählerne Schwingen (Flying Leathernecks)
- 1951: Fernruf aus Chicago (Chicago Calling)
- 1952: Um Haaresbreite (The Narrow Margin)
- 1953, 1954: The Adventures of Wild Bill Hickok (Fernsehserie, 2 Folgen)
- 1955: Zur Hölle und zurück (To Hell and Back)
- 1956: Rauchende Colts (Gunsmoke, Fernsehserie, Folge 2x14)
- 1958: Summer Love
- 1958: The Major and the Minor (Fernsehfilm)
- 1959: Mutter ist die Allerbeste (The Donna Reed Show, Fernsehserie, Folge 1x30)
- 1960: Fury (Fernsehserie, Folge 5x22)
- 1960: Teenage Conflict (Kurzfilm)

## Bibliografie (Auswahl)
- Gebert, G. A. (1966). Thesis: A continuing education conference center for Massachusetts Institute of Technology.
- Gebert, G. A. (1985), Urban and Regional Information Systems Association. Academy of Local Government Information Sciences., & Local Government Computer Services Board of Ireland. Local government and information technology: Papers and reports from the International workshop held at Ennis, Co. Clare, Ireland, April 24–27, 1984. Oxford: Pergamon Press.
- Gebert, G. A. (1985). Application development approaches in a MUMPS environment. Journal of Medical Systems, 9, 3, 155–162.
- Gebert, G. A. (1986), Editorial: Software survey section. Computers, Environment and Urban Systems, 11, 3.